# Вулканічна бомба

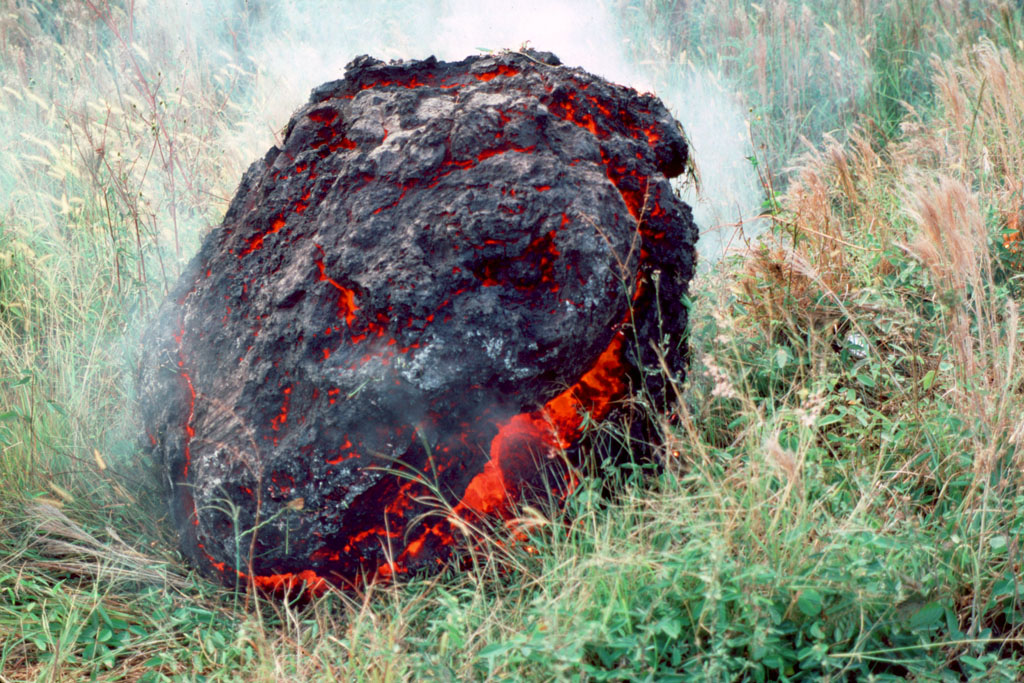
Вулканічна бомба, «викинута» вулканом Кілауеа в 1983 році.

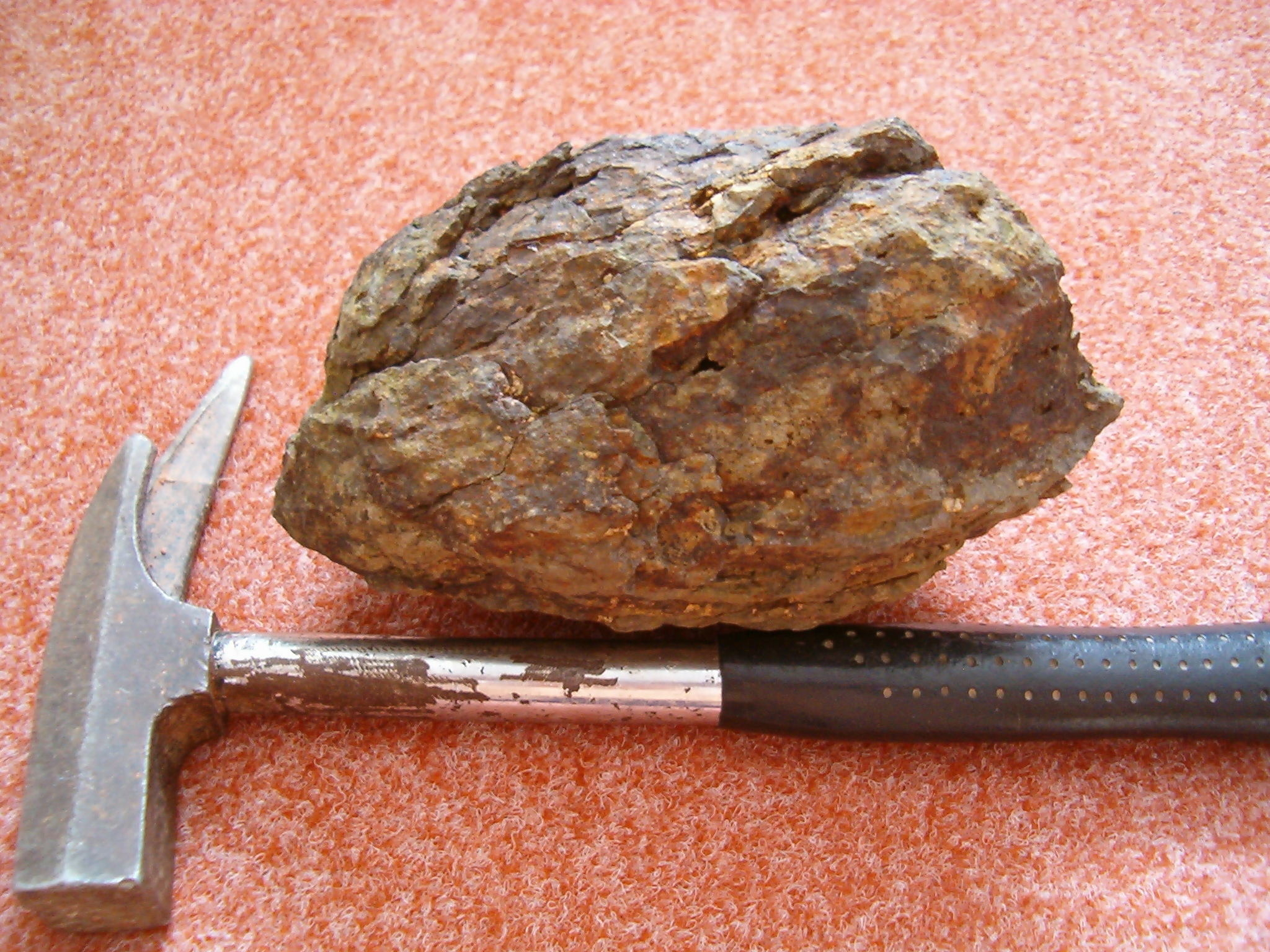
Вулканічна бомба, знайдена в Чехії.

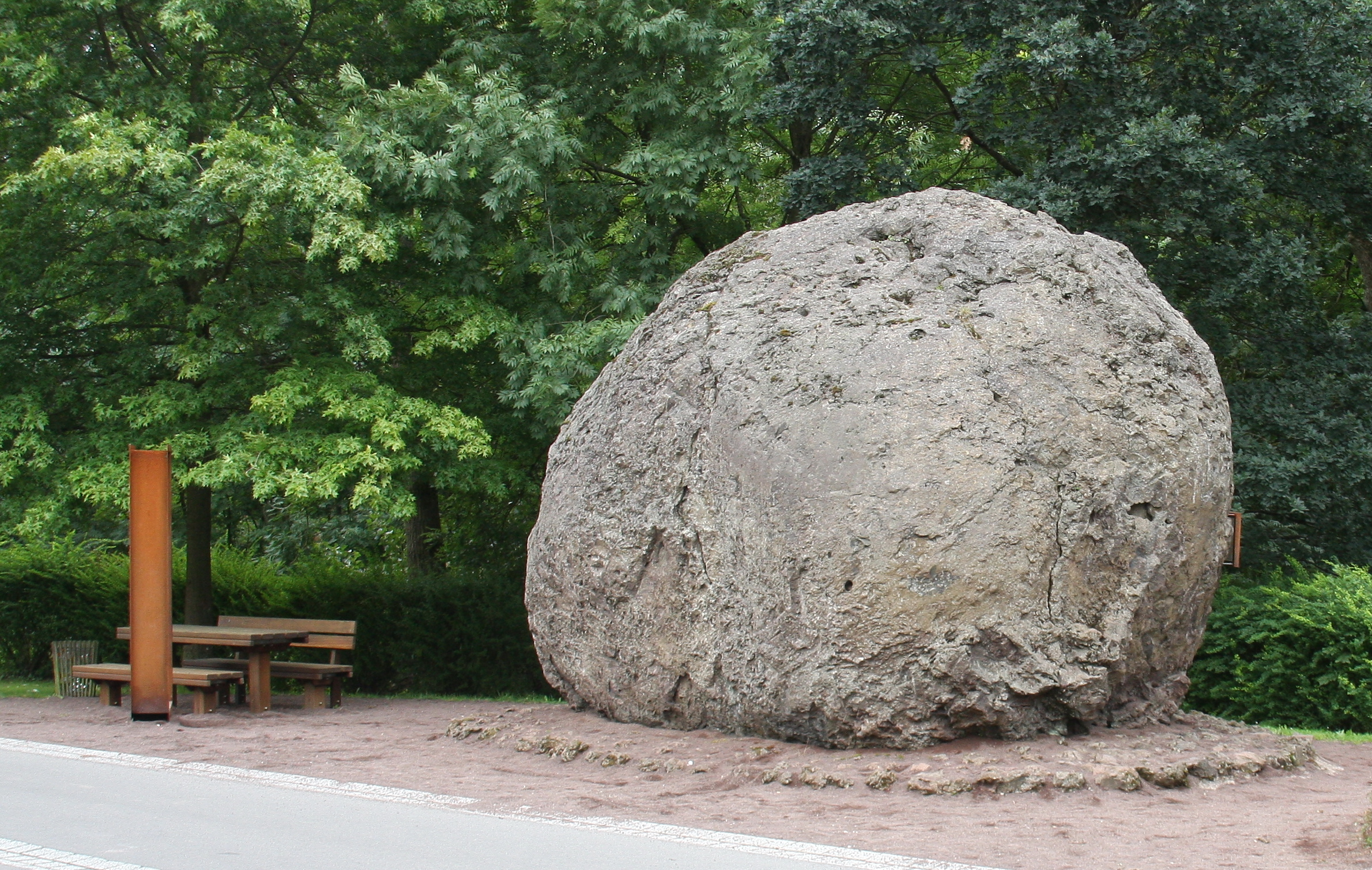
Вулканічна бомба в Штроне, Рейнланд-Пфальц, Німеччина, діаметром 5 метрів і масою 120 тонн. Це було викликано виверженням вулкана 8300 році до нашої ери.

Вулканічна бомба, англ. volcanic bomb, нім. Vulkanbombe) — застигла грудка лави, викинута під час виверження з жерла вулкана в рідкому стані, форма В.б. залежить від складу лави.

## Загальний опис
Вулканічна бомба — це маса розплавленої породи (тефри) діаметром від 5 см до 7 м, що утворюється, коли вулкан викидає в'язкі фрагменти лави під час виверження. Вони охолоджуються до твердих уламків, поки не потрапляють у землю. Оскільки вулканічні бомби охолоджуються після того, як вони залишають вулкан, вони являють собою екструзивні магматичні породи. Вулканічні бомби можуть бути викинуті на багато кілометрів від вулкану і часто набувають аеродинамічних форм під час польоту. Рідкі лави не встигають вихолонути в повітрі і при падінні на землю набувають коржоподібної форми. Малов'язкі лави (базальтові), обертаючись, набувають в польоті веретеноподібної або грушоподібної форми. В'язкі лави набувають округлої форми. Внутрішній вміст вулканічної бомби може бути пористим або пузирчастим, в той час як її зовнішня кірка через швидке охолодження в повітрі стає щільною та склоподібною.

### Приклади
Бомби можуть бути надзвичайно великими; виверження в 1935 році гори Асама в Японії викинуло бомби розміром 5–6 м у діаметрі до 600 м (2000 футів) від вентиляційного отвору. Вулканічні бомби становлять значну вулканічну небезпеку і можуть завдати серйозних травм та смерті людям у зоні виверження. Один з таких інцидентів стався на вулкані Галерас в Колумбії в 1993 році; шість людей біля вершини загинули, а кілька серйозно постраждали від лавових бомб, коли вулкан несподівано вибухнув. 16 липня 2018 року 23 людини отримали поранення на туристичному човні біля вулкана Кілауеа в результаті вибуху лави баскетбольного розміру внаслідок виверження нижньої частини Пуни у 2018 році

## Різновиди
Вулканічні бомби називаються відповідно до їх форми, яка визначається плинністю (текучістю, пластичністю) магми, з якої вони утворені.
•	Стрічкові або циліндричні бомби утворюють від сильно до помірно рідкої магми, викидаються у вигляді неправильних струн і крапель. Струни розпадаються на невеликі сегменти, які цілими падають на землю і виглядають як стрічки. Звідси і назва «стрічкові бомби». Ці бомби мають круглий або сплющений переріз, мають канавку по всій довжині і мають табличні везикули (пузириста текстура).
•	Сферичні бомби також утворюються від високої до помірно рідинної магми. У випадку сферичних бомб поверхневий натяг відіграє важливу роль у втягуванні викиду в сфери.
•	Веретеноподібні або мигдалеві / обертові бомби формуються за тими ж процесами, що і сферичні бомби, хоча основною відмінністю є частковий характер сферичної форми. Спінінг (обертання навколо осі) під час польоту обумовлює вигляд бомби витягнутої або мигдалеподібної форми; це так звані «фузиформні бомби».
•	Шпиндельні бомби характеризуються поздовжнім нарифленням, одна сторона трохи гладкіша і ширша за іншу. Ця гладка сторона представляє нижню сторону бомби, що падає у повітрі.
•	Бомби у вигляді коров'ячого пирога утворюються, коли магма рідиною падає з помірної висоти, тому бомби не застигають до удару (вони все ще рідкі при ударі об землю). Отже, вони сплющуються або розбризкуються і утворюють неправильні округлі диски, які нагадують коров'ячий гній.
•	Бомби з хлібною скоринкою утворюються, якщо зовнішня частина лавових бомб застигає під час їх польотів. Вони можуть мати тріщини на зовнішній поверхні, оскільки внутрішні частини продовжують розширюватися.
•	Порошкові бомби — це бомби, які мають кірки лави, що охоплюють ядро попередньо консолідованої лави. Ядро складається з допоміжних фрагментів попереднього виверження, випадкових уламків породи або, в рідкісних випадках, шматочків лави, що утворилися раніше під час того самого виверження.